# وجره (روستا)
 وجره  به عربی ( الوَجرة )، روستایی است در دهستان 

## جمعیت
جمعیت آن (۵۵) نفر (۶ خانوار) می‌باشد.